# Список астероїдів (9001—9100)
| Назва                               | Тимчасове позначення | Дата відкриття    | Місце відкриття                         | Відкривач                            |
| ----------------------------------- | -------------------- | ----------------- | --------------------------------------- | ------------------------------------ |
| 9001 Слеттебак (Slettebak)          | 1981 QE2             | 30 серпня 1981    | Станція Андерсон-Меса                   | Едвард Бовелл                        |
| (9002) 1981 QV2                     | 1981 QV2             | 23 серпня 1981    | Обсерваторія Ла-Сілья                   | Анрі Дебеонь                         |
| (9003) 1981 UW21                    | 1981 UW21            | 24 жовтня 1981    | Паломарська обсерваторія                | Ш. Дж. Бас                           |
| (9004) 1982 UZ2                     | 1982 UZ2             | 22 жовтня 1982    | Обсерваторія Кітт-Пік                   | Ґреґорі Алдерін                      |
| 9005 Сидорова (Sidorova)            | 1982 UU5             | 20 жовтня 1982    | КрАО                                    | Карачкіна Людмила Георгіївна         |
| 9006 Войткевич (Voytkevych)         | 1982 UA7             | 21 жовтня 1982    | КрАО                                    | Карачкіна Людмила Георгіївна         |
| 9007 Джеймс Бонд (James Bond)       | 1983 TE1             | 5 жовтня 1983     | Обсерваторія Клеть                      | Антонін Мркос                        |
| 9008 Богштернберк (Bohsternberk)    | 1984 BS              | 27 січня 1984     | Обсерваторія Клеть                      | Антонін Мркос                        |
| 9009 Тірсо (Tirso)                  | 1984 HJ1             | 23 квітня 1984    | Обсерваторія Ла-Сілья                   | Вінченцо Дзаппала                    |
| 9010 Кандело (Candelo)              | 1984 HM1             | 27 квітня 1984    | Обсерваторія Ла-Сілья                   | Вінченцо Дзаппала                    |
| (9011) 1984 SU                      | 1984 SU              | 20 вересня 1984   | Обсерваторія Клеть                      | Антонін Мркос                        |
| 9012 Беннер (Benner)                | 1984 UW              | 26 жовтня 1984    | Станція Андерсон-Меса                   | Едвард Бовелл                        |
| 9013 Сансатуріо (Sansaturio)        | 1985 PA1             | 14 серпня 1985    | Станція Андерсон-Меса                   | Едвард Бовелл                        |
| 9014 Святоріхтер (Svyatorichter)    | 1985 UG5             | 22 жовтня 1985    | КрАО                                    | Журавльова Людмила Василівна         |
| (9015) 1985 VK                      | 1985 VK              | 14 листопада 1985 | Обсерваторія Брорфельде                 | Поуль Єнсен                          |
| 9016 Генрімур (Henrymoore)          | 1986 AE              | 10 січня 1986     | Паломарська обсерваторія                | Керолін Шумейкер, Юджин Шумейкер     |
| 9017 Бабаджанян (Babadzhanyan)      | 1986 TW9             | 2 жовтня 1986     | КрАО                                    | Журавльова Людмила Василівна         |
| (9018) 1987 JG                      | 1987 JG              | 5 травня 1987     | Університетська обсерваторія Маунт-Джон | Алан Ґілмор, Памела Кілмартін        |
| 9019 Евкоммія (Eucommia)            | 1987 QF3             | 28 серпня 1987    | Обсерваторія Ла-Сілья                   | Ерік Вальтер Ельст                   |
| 9020 Евкрифія (Eucryphia)           | 1987 SG2             | 19 вересня 1987   | Смолян                                  | Ерік Вальтер Ельст                   |
| 9021 Фаґус (Fagus)                  | 1988 CT5             | 14 лютого 1988    | Обсерваторія Ла-Сілья                   | Ерік Вальтер Ельст                   |
| 9022 Дрейк (Drake)                  | 1988 PC1             | 14 серпня 1988    | Паломарська обсерваторія                | Керолін Шумейкер, Юджин Шумейкер     |
| 9023 Mnesthus                       | 1988 RG1             | 10 вересня 1988   | Паломарська обсерваторія                | Керолін Шумейкер, Юджин Шумейкер     |
| (9024) 1988 RF9                     | 1988 RF9             | 5 вересня 1988    | Обсерваторія Ла-Сілья                   | Анрі Дебеонь                         |
| (9025) 1988 SM2                     | 1988 SM2             | 16 вересня 1988   | Обсерваторія Серро Тололо               | Ш. Дж. Бас                           |
| (9026) 1988 ST2                     | 1988 ST2             | 16 вересня 1988   | Обсерваторія Серро Тололо               | Ш. Дж. Бас                           |
| (9027) 1988 VP5                     | 1988 VP5             | 4 листопада 1988  | Обсерваторія Клеть                      | Антонін Мркос                        |
| 9028 Конрадбенеш (Konradbenes)      | 1989 BE1             | 26 січня 1989     | Обсерваторія Клеть                      | Антонін Мркос                        |
| (9029) 1989 GM                      | 1989 GM              | 6 квітня 1989     | Паломарська обсерваторія                | Е. Гелін                             |
| (9030) 1989 UX5                     | 1989 UX5             | 30 жовтня 1989    | Обсерваторія Серро Тололо               | Ш. Дж. Бас                           |
| (9031) 1989 WG4                     | 1989 WG4             | 29 листопада 1989 | Обсерваторія Клеть                      | Антонін Мркос                        |
| 9032 Танакамі (Tanakami)            | 1989 WK4             | 23 листопада 1989 | Обсерваторія Ґейсей                     | Тсутому Секі                         |
| 9033 Каване (Kawane)                | 1990 AD              | 4 січня 1990      | Сусоно                                  | Макіо Акіяма, Тошімата Фурута        |
| 9034 Олеюрія (Oleyuria)             | 1990 QZ17            | 26 серпня 1990    | КрАО                                    | Журавльова Людмила Василівна         |
| (9035) 1990 SH1                     | 1990 SH1             | 16 вересня 1990   | Паломарська обсерваторія                | Генрі Гольт                          |
| (9036) 1990 SJ16                    | 1990 SJ16            | 17 вересня 1990   | Паломарська обсерваторія                | Генрі Гольт                          |
| (9037) 1990 UJ2                     | 1990 UJ2             | 20 жовтня 1990    | Обсерваторія Дінік                      | Ацуші Суґіе                          |
| 9038 Геленстіл (Helensteel)         | 1990 VE1             | 12 листопада 1990 | Обсерваторія Сайдинг-Спрінг             | Данкан Стіл                          |
| (9039) 1990 WB4                     | 1990 WB4             | 16 листопада 1990 | Обсерваторія Кані                       | Йосікане Мідзуно, Тошімата Фурута    |
| 9040 Flacourtia                     | 1991 BH1             | 18 січня 1991     | Обсерваторія Верхнього Провансу         | Ерік Вальтер Ельст                   |
| 9041 Такане (Takane)                | 1991 CX              | 9 лютого 1991     | Обсерваторія Кійосато                   | Сатору Отомо, Осаму Мурамацу         |
| (9042) 1991 EN2                     | 1991 EN2             | 11 березня 1991   | Обсерваторія Ла-Сілья                   | Анрі Дебеонь                         |
| (9043) 1991 EJ4                     | 1991 EJ4             | 12 березня 1991   | Обсерваторія Ла-Сілья                   | Анрі Дебеонь                         |
| 9044 Каору (Kaoru)                  | 1991 KA              | 18 травня 1991    | Обсерваторія Кійосато                   | Сатору Отомо, Осаму Мурамацу         |
| (9045) 1991 PG15                    | 1991 PG15            | 7 серпня 1991     | Паломарська обсерваторія                | Генрі Гольт                          |
| (9046) 1991 PG17                    | 1991 PG17            | 9 серпня 1991     | Паломарська обсерваторія                | Генрі Гольт                          |
| (9047) 1991 QF                      | 1991 QF              | 30 серпня 1991    | Обсерваторія Сайдинг-Спрінг             | Роберт Макнот                        |
| (9048) 1991 RD24                    | 1991 RD24            | 12 вересня 1991   | Паломарська обсерваторія                | Генрі Гольт                          |
| (9049) 1991 RQ27                    | 1991 RQ27            | 12 вересня 1991   | Паломарська обсерваторія                | Генрі Гольт                          |
| (9050) 1991 RF29                    | 1991 RF29            | 13 вересня 1991   | Паломарська обсерваторія                | Генрі Гольт                          |
| (9051) 1991 UG3                     | 1991 UG3             | 31 жовтня 1991    | Обсерваторія Кушіро                     | Сейджі Уеда, Хіроші Канеда           |
| 9052 Уланд (Uhland)                 | 1991 UJ4             | 30 жовтня 1991    | Обсерваторія Карла Шварцшильда          | Ф. Бернґен                           |
| 9053 Гамамеліс (Hamamelis)          | 1991 VW5             | 2 листопада 1991  | Обсерваторія Ла-Сілья                   | Ерік Вальтер Ельст                   |
| 9054 Іппокастанум (Hippocastanum)   | 1991 YO              | 30 грудня 1991    | Обсерваторія Верхнього Провансу         | Ерік Вальтер Ельст                   |
| 9055 Едвардссон (Edvardsson)        | 1992 DP8             | 29 лютого 1992    | Обсерваторія Ла-Сілья                   | UESAC                                |
| 9056 Піскунов (Piskunov)            | 1992 EQ14            | 1 березня 1992    | Обсерваторія Ла-Сілья                   | UESAC                                |
| (9057) 1992 HA5                     | 1992 HA5             | 24 квітня 1992    | Обсерваторія Ла-Сілья                   | Анрі Дебеонь                         |
| (9058) 1992 JB                      | 1992 JB              | 1 травня 1992     | Паломарська обсерваторія                | Джеффрі Алу, Кеннет Лоренс           |
| 9059 Дюма (Dumas)                   | 1992 PJ              | 8 серпня 1992     | Коссоль                                 | Ерік Вальтер Ельст                   |
| 9060 Тойокава (Toyokawa)            | 1992 RM              | 4 вересня 1992    | Обсерваторія Кійосато                   | Сатору Отомо                         |
| (9061) 1992 WC3                     | 1992 WC3             | 18 листопада 1992 | Обсерваторія Дінік                      | Ацуші Суґіе                          |
| 9062 Онісі (Ohnishi)                | 1992 WO5             | 27 листопада 1992 | Обсерваторія Ґейсей                     | Тсутому Секі                         |
| 9063 Васі (Washi)                   | 1992 YS              | 17 грудня 1992    | Обсерваторія Ґейсей                     | Тсутому Секі                         |
| 9064 Джондевіс (Johndavies)         | 1993 BH8             | 21 січня 1993     | Обсерваторія Кітт-Пік                   | Spacewatch                           |
| (9065) 1993 FN1                     | 1993 FN1             | 25 березня 1993   | Обсерваторія Кушіро                     | Сейджі Уеда, Хіроші Канеда           |
| (9066) 1993 FR34                    | 1993 FR34            | 19 березня 1993   | Обсерваторія Ла-Сілья                   | UESAC                                |
| 9067 Кацуно (Katsuno)               | 1993 HR              | 16 квітня 1993    | Обсерваторія Кітамі                     | Кін Ендате, Кадзуро Ватанабе         |
| (9068) 1993 OD                      | 1993 OD              | 16 липня 1993     | Паломарська обсерваторія                | Е. Гелін                             |
| 9069 Говланд (Hovland)              | 1993 OV              | 16 липня 1993     | Паломарська обсерваторія                | Е. Гелін                             |
| 9070 Енсаб (Ensab)                  | 1993 OZ2             | 23 липня 1993     | Паломарська обсерваторія                | Керолін Шумейкер, Девід Леві         |
| 9071 Куденберге (Coudenberghe)      | 1993 OB13            | 19 липня 1993     | Обсерваторія Ла-Сілья                   | Ерік Вальтер Ельст                   |
| (9072) 1993 RX3                     | 1993 RX3             | 12 вересня 1993   | Паломарська обсерваторія                | PCAS                                 |
| 9073 Йосінорі (Yoshinori)           | 1994 ER              | 4 березня 1994    | Обсерваторія Оїдзумі                    | Такао Кобаяші                        |
| 9074 Йосукейосіда (Yosukeyoshida)   | 1994 FZ              | 31 березня 1994   | Обсерваторія Кітамі                     | Кін Ендате, Кадзуро Ватанабе         |
| (9075) 1994 GD9                     | 1994 GD9             | 14 квітня 1994    | Паломарська обсерваторія                | Е. Гелін                             |
| 9076 Сінсаку (Shinsaku)             | 1994 JT              | 8 травня 1994     | Обсерваторія Кума Коґен                 | Акімаса Накамура                     |
| 9077 Ілдо (Ildo)                    | 1994 NC              | 3 липня 1994      | Фарра-д'Ізонцо                          | Фарра-д'Ізонцо                       |
| (9078) 1994 PB2                     | 1994 PB2             | 9 серпня 1994     | Паломарська обсерваторія                | PCAS                                 |
| 9079 Ґеснер (Gesner)                | 1994 PC34            | 10 серпня 1994    | Обсерваторія Ла-Сілья                   | Ерік Вальтер Ельст                   |
| 9080 Такаянаґі (Takayanagi)         | 1994 TP              | 2 жовтня 1994     | Обсерваторія Кітамі                     | Кін Ендате, Кадзуро Ватанабе         |
| 9081 Хідеакіанно (Hideakianno)      | 1994 VY              | 3 листопада 1994  | Обсерваторія Кума Коґен                 | Акімаса Накамура                     |
| 9082 Leonardmartin                  | 1994 VR6             | 4 листопада 1994  | Паломарська обсерваторія                | Керолін Шумейкер, Юджин Шумейкер     |
| 9083 Рамбоем (Ramboehm)             | 1994 WC4             | 28 листопада 1994 | Паломарська обсерваторія                | Керолін Шумейкер, Девід Леві         |
| 9084 Ахрісту (Achristou)            | 1995 CS1             | 3 лютого 1995     | Обсерваторія Сайдинг-Спрінг             | Девід Ашер                           |
| (9085) 1995 QH2                     | 1995 QH2             | 24 серпня 1995    | Обсерваторія Наті-Кацуура               | Йошісада Шімідзу, Такеші Урата       |
| (9086) 1995 SA3                     | 1995 SA3             | 20 вересня 1995   | Обсерваторія Кушіро                     | Сейджі Уеда, Хіроші Канеда           |
| 9087 Нефф (Neff)                    | 1995 SN3             | 29 вересня 1995   | Обсерваторія Клеть                      | Обсерваторія Клеть                   |
| 9088 Макі (Maki)                    | 1995 SX3             | 20 вересня 1995   | Обсерваторія Кітамі                     | Кін Ендате, Кадзуро Ватанабе         |
| (9089) 1995 UC7                     | 1995 UC7             | 26 жовтня 1995    | Обсерваторія Наті-Кацуура               | Йошісада Шімідзу, Такеші Урата       |
| 9090 Тіротенмондай (Chirotenmondai) | 1995 UW8             | 28 жовтня 1995    | Обсерваторія Кітамі                     | Кін Ендате, Кадзуро Ватанабе         |
| 9091 Ісідатакакі (Ishidatakaki)     | 1995 VK              | 2 листопада 1995  | Обсерваторія Оїдзумі                    | Такао Кобаяші                        |
| 9092 Наньян (Nanyang)               | 1995 VU18            | 4 листопада 1995  | Станція Сінлун                          | SCAP                                 |
| 9093 Сорада (Sorada)                | 1995 WA              | 16 листопада 1995 | Обсерваторія Оїдзумі                    | Такао Кобаяші                        |
| 9094 Буцуен (Butsuen)               | 1995 WH              | 16 листопада 1995 | Обсерваторія Оїдзумі                    | Такао Кобаяші                        |
| (9095) 1995 WT2                     | 1995 WT2             | 16 листопада 1995 | Обсерваторія Кушіро                     | Сейджі Уеда, Хіроші Канеда           |
| 9096 Тамоцу (Tamotsu)               | 1995 XE1             | 15 грудня 1995    | Обсерваторія Оїдзумі                    | Такао Кобаяші                        |
| 9097 Девідшлаг (Davidschlag)        | 1996 AU1             | 14 січня 1996     | Лінц                                    | Приватна обсерваторія Мейєр/Обермайр |
| 9098 Тосіхіко (Toshihiko)           | 1996 BQ3             | 27 січня 1996     | Обсерваторія Оїдзумі                    | Такао Кобаяші                        |
| 9099 Кендзітанабе (Kenjitanabe)     | 1996 VN3             | 6 листопада 1996  | Обсерваторія Оїдзумі                    | Такао Кобаяші                        |
| 9100 Томохіса (Tomohisa)            | 1996 XU1             | 2 грудня 1996     | Обсерваторія Оїдзумі                    | Такао Кобаяші                        |

| Астероїди 1—10000 → |           |           |           |           |           |           |           |           |            |
| 1—100               | 1001—1100 | 2001—2100 | 3001—3100 | 4001—4100 | 5001—5100 | 6001—6100 | 7001—7100 | 8001—8100 | 9001—9100  |
| 101—200             | 1101—1200 | 2101—2200 | 3101—3200 | 4101—4200 | 5101—5200 | 6101—6200 | 7101—7200 | 8101—8200 | 9101—9200  |
| 201—300             | 1201—1300 | 2201—2300 | 3201—3300 | 4201—4300 | 5201—5300 | 6201—6300 | 7201—7300 | 8201—8300 | 9201—9300  |
| 301—400             | 1301—1400 | 2301—2400 | 3301—3400 | 4301—4400 | 5301—5400 | 6301—6400 | 7301—7400 | 8301—8400 | 9301—9400  |
| 401—500             | 1401—1500 | 2401—2500 | 3401—3500 | 4401—4500 | 5401—5500 | 6401—6500 | 7401—7500 | 8401—8500 | 9401—9500  |
| 501—600             | 1501—1600 | 2501—2600 | 3501—3600 | 4501—4600 | 5501—5600 | 6501—6600 | 7501—7600 | 8501—8600 | 9501—9600  |
| 601—700             | 1601—1700 | 2601—2700 | 3601—3700 | 4601—4700 | 5601—5700 | 6601—6700 | 7601—7700 | 8601—8700 | 9601—9700  |
| 701—800             | 1701—1800 | 2701—2800 | 3701—3800 | 4701—4800 | 5701—5800 | 6701—6800 | 7701—7800 | 8701—8800 | 9701—9800  |
| 801—900             | 1801—1900 | 2801—2900 | 3801—3900 | 4801—4900 | 5801—5900 | 6801—6900 | 7801—7900 | 8801—8900 | 9801—9900  |
| 901—1000            | 1901—2000 | 2901—3000 | 3901—4000 | 4901—5000 | 5901—6000 | 6901—7000 | 7901—8000 | 8901—9000 | 9901—10000 |